# 手術用顕微鏡

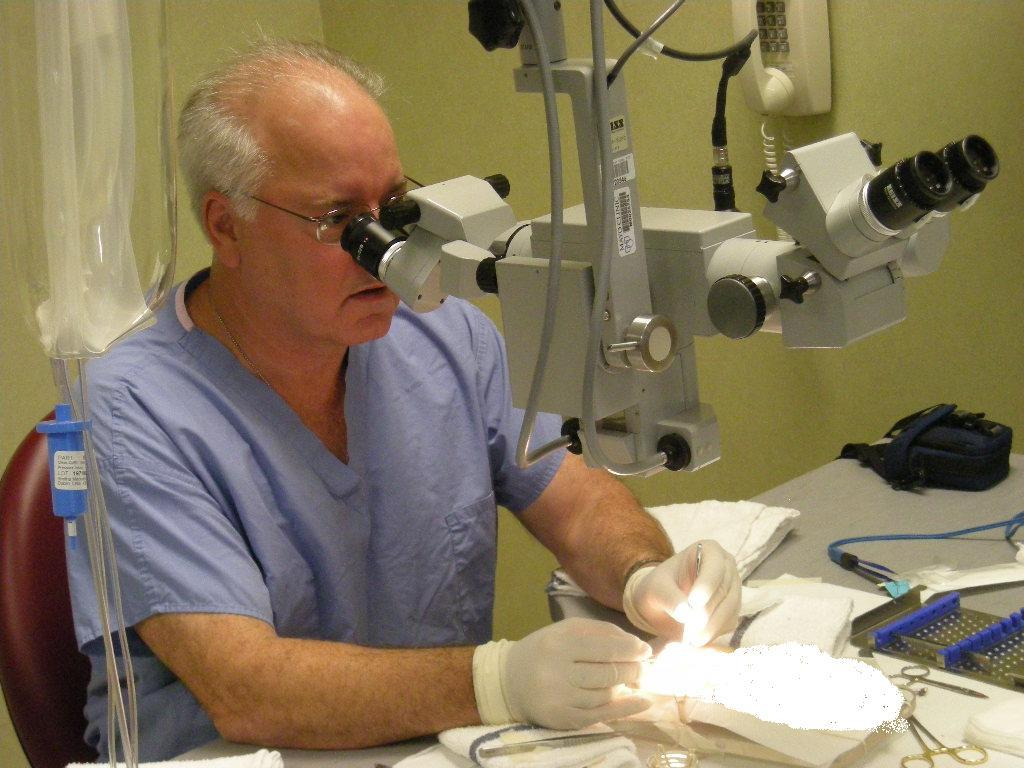
微小外科手術の準備をする医師。

手術用顕微鏡または外科用顕微鏡は、外科手術の現場で使用するために特別に設計された顕微鏡で、通常はマイクロサージェリー（微小外科手術）を行うために使用される。これまでは光学顕微鏡であったが、2017年には画像センサーを受光素子に使ったデジタル顕微鏡が発表され、接眼レンズで観察しながらではなく、大型モニターを見ながら手術する時代に移行し始めた。
手術用顕微鏡を頻繁に使用する医療分野には、形成外科、歯科（特に歯内療法）、耳鼻咽喉科、眼科、脳神経外科などがある。

## 光学顕微鏡システム
手術用顕微鏡の設計上の特徴は、通常4倍から40倍の範囲の倍率、感染管理のための殺菌や消毒が容易な部品で構成されていることである。
多くの場合、手術部位からの映像の光路の途中に光線を分割できるプリズムがあって、助手も術者と同軸・同倍率で観察できるように、また手術野の写真やビデオの撮影、大型モニターへの表示ができるようになっている。
通常では、基本モデルの顕微鏡は数十万円で、より高度なモデルはさらに高価になる。さらに、顕微鏡の視覚性能を最大限に活用するには、特殊なマイクロサージカル器具が必要になる場合もある。顕微鏡の使用を習得するには時間がかかる。

## デジタル顕微鏡システム
高精細な4Kと3D技術を搭載した手術用のデジタル顕微鏡システムでは、手術の様子をモニターに映し出すため接眼レンズをのぞき込む必要がなく、医師の疲労を軽減し手術スタッフとの進捗情報の共有もしやすくなる。

## 眼科手術
眼科手術では、白内障手術や角膜移植など、手術用顕微鏡を日常的に使用する処置がある。光干渉断層計（OCT）を追加することで、特に網膜手術において外科医を支援することができる。

## 歯科
歯科では、手術用顕微鏡が一般的に使用される処置の例として、根管治療の再治療が挙げられる。手術用顕微鏡による拡大により、存在する解剖学的構造の視認性が向上し、患者にとってより良い治療結果につながる。十分に焦点を合わせた照明と拡大は、歯内療法における標準的な治療の一部であるべきであると提言されている。しかし、コクラン・レビュー（Cochrane review）では、その仮説を裏付けるか反証するかのいずれかの条件を満たす研究は見つからなかった。そのため、さらなる研究が必要であると示唆している。

## その他
血管外科で血管をつなぎ合わせるために行われる吻合手術では、手術用顕微鏡が使用される。特に小児の場合、鼓膜切開チューブの挿入には手術用顕微鏡がよく使用される。

## 関連文献
- “Conventional endodontics and the operating microscope”. Dental Clinics of North America 41 (3):  415–28. (July 1997). doi:10.1016/S0011-8532(22)00060-X. PMID 9248683.
- 日本顕微鏡歯科学会 編『マイクロデンティストリー YEARBOOK 2013』クインテッセンス出版〈別冊 ザ・クインテッセンス〉、2013年12月10日。
- 日本顕微鏡歯科学会 編『マイクロデンティストリー YEARBOOK 2014』クインテッセンス出版〈別冊 ザ・クインテッセンス〉、2014年12月10日。